# Max Schumann (Mediziner)
Maximilian Schumann (* 7. Mai 1856; † 30. Oktober 1942 in Sprottau, Niederschlesien) war ein deutscher Sanitätsoffizier der Kaiserlichen Marine.

## Leben
Schumann studierte an der Universität Breslau Medizin. 1879 wurde er Mitglied des Corps Marcomannia Breslau. Seit dem 1. Oktober 1880 in der Kaiserlichen Marine, wurde er erst am 11. November 1881 recipiert. Er klammerte die Dritte und die Erste Charge.
Am 15. Februar 1883 wurde er als Unterarzt beim 4. Garde-Grenadierregiment angestellt. Im November 1884 wurde er von hier zum Feldartillerie-Regiment 17 kommandiert. Später erhielt er von hier 1886 eine Kommandierung für eine Dienststellung bei der Kaiserlichen Marine in Kiel. Am 21. April 1887 wurde er Assistenzarzt II. Klasse. Bereits zum 7. Februar 1887 war er von der Kaiserlichen Marine wieder zum 4. Garde-Grenadierregiment zurückgekehrt. 1889 kam er mit der Beförderung zum Assistenzarzt I. Klasse vom Infanterie-Regiment 130 an die Plöner Kadettenanstalt. Am 24. Juni 1892 erfolgte seine Versetzung von Plön zum Magdeburgischen Train-Bataillon Nr. 4. Als Stabsarzt (Beförderung am 18. April 1892) zurück in der Marine, kam er 1893 auf das Flaggschiff Baden. 1904 war er als Oberstabsarzt Regimentsarzt in seinem ursprünglichen Stammregiment, dem ehemaligen 4. Garde-Grenadierregiment, nun Königin Augusta Garde-Grenadier-Regiments Nr. 4. Als Marine-Generaloberarzt (Beförderung am 27. April 1907) war er 1911 Garnisonsarzt der Garnison Kiel. Am 10. Februar 1912 erhielt er mit Rangdienstalter zum 12. März 1912 seine Beförderung zum Marine-Generalarzt. Im Ersten Weltkrieg erhielt er das Eiserne Kreuz II. Klasse. Bis Mai 1916 war er dann Stationsarzt der Marinestation der Nordsee und zugleich Vorstand des Sanitätsamtes in Wilhelmshaven. Am 24. Mai 1916 wurde er aus der Marine verabschiedet.
Am 9. März 1920 erhielt er dem Charakter als Marine-Obergeneralarzt verliehen.
Als „Marinegeneralstabsarzt a. D.“ (Konteradmiral) lebte er später in Sprottau.